# イタリア王立アカデミー

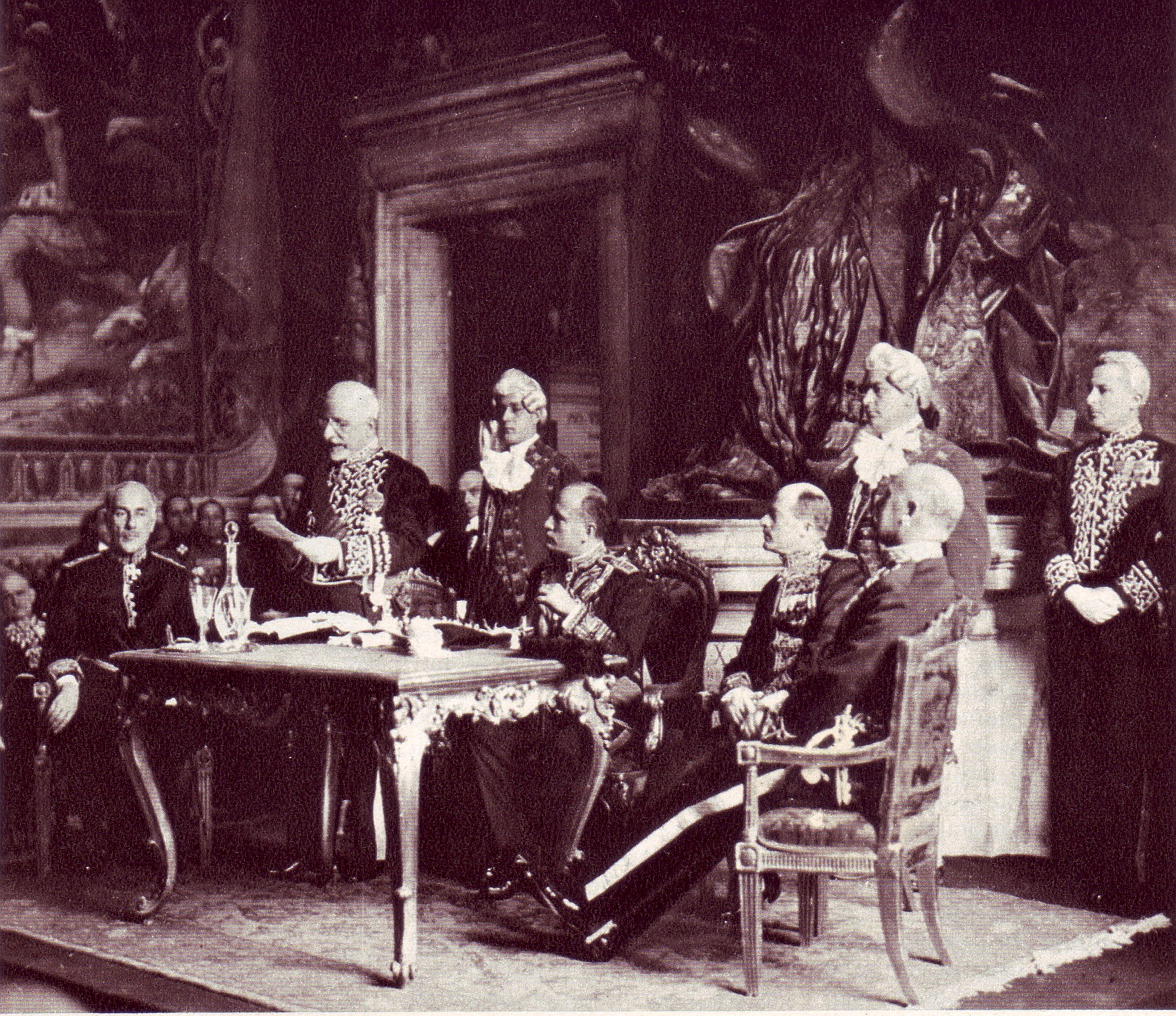
1929年10月28日、王立アカデミー開会式典で演説中のトンマーゾ・ティットーニ会長

イタリア王立アカデミー（イタリアおうりつアカデミー、イタリア語: Reale Accademia d'Italia）は、ファシスト政権下のイタリア王国に作られたアカデミー（学士院）である。1926年1月7日に作られ、1943年に消滅した。創立の目的は「イタリア人の才能と伝統に従って国民の精神を保持し、その発展をはかるために科学、人文学、芸術の協調を推進する」こととされた。（イタリア語: "L'Accademia d'Italia ha per iscopo di promuovere e coordinare il movimento intellettuale italiano nel campo delle scienze, delle lettere e delle arti, di conservarne puro il carattere nazionale, secondo il genio e le tradizioni della stirpe e di favorirne l'espansione e l'influsso oltre i confini dello Stato".英語訳例:"to promote and coordinate Italian intellectual activity in the sciences, the humanities, and the arts, to preserve the integrity of the national spirit, according to the genius and tradition of the race, and to encourage their diffusion [abroad]".）
アカデミー・フランセーズを見本に設立され、60人の科学者、文学者、芸術家が会員に選ばれた。60人の会員はそれぞれ15人の4つのグループ、自然科学（physical sciences）歴史学を含む道徳科学（moral sciences）、芸術、文学に分けられた。政治的には会員はファシズムやイタリアへの忠誠を誓うことが要求され、知識人の活動は掌握することによってファシストの政権の統一と強化に貢献した。1939年にはアッカデーミア・デイ・リンチェイなどの既存の組織を吸収した。初代会長には前首相のティットーニ（Tommaso Tittoni）が就任し、ティットーニの没後、無線通信の開発で知られるグリエルモ・マルコーニが会長に就任し、その後、ガブリエーレ・ダンヌンツィオやジョヴァンニ・ジェンティーレらが会長を務めた。
会員たちには当時のイタリア人の平均年収3,079リラにほぼ匹敵する3000リラが毎月与えられ、イタリアの国有鉄道の一等車の乗車が許された。特別にデザインされた制服を着用することができた。4つの分野の会員で最も優れた業績を挙げた人物にはムッソリーニ・メダルが授与された。アカデミーは講演や会議、研究、出版の費用を助成した。1934年には、外国語を排除する目的でイタリア語辞典を編纂する委員会をつくった。1943年のイタリア王国、1945年のイタリア社会共和国の消滅とともにイタリア王立アカデミーは消滅した。